# Stéphane Traineau
Stéphane Traineau, né le 16 septembre 1966 à Cholet (Maine-et-Loire), est un judoka français de la catégorie des mi-lourds, champion du monde 1991 à Barcelone, double médaillé de bronze olympique à Atlanta en 1996 et à Sydney en 2000 et septuple Champion d’Europe. 
Il est directeur des équipes de France de judo de 2000 à 2005 et de 2017 à 2021, directeur général d’un réseau de salles de fitness parisiens de 2006 à 2008 et cofondateur de trois sociétés en France et en Allemagne.

## Biographie

### Enfance et études
Stéphane Traineau naît le 16 septembre 1966 à Cholet en tant que quatrième enfant d’une fratrie de cinq frères et sœurs. La famille Traineau habite à Mortagne-sur-Sèvre (Vendée) où sa mère Andrée est professeure de judo. Son père Michel Traineau est quant à lui Directeur de l’école primaire Saint Pierre, et préside le club de judo de la commune de 1976 à 1998. 
Stéphane effectue sa scolarité à Notre Dame de la Tourtelière à Montournais puis à l'institution Saint-Gabriel, à Saint-Laurent-sur-Sèvre.
En 1984 il part à l’Institut national du sport, de l'expertise et de la performance (INSEP) à Paris où il passe son baccalauréat série D. Il y continue ses études dans la filière sportive avec une licence STAPS puis réussit le concours du professorat de sport en 1991 et intègre le corps des Conseillers Techniques et Pédagogiques Supérieurs (CTPS) en septembre 2004. 
En 2006, il obtient un Master de Sport, management et stratégies d’entreprises de l’École supérieure des sciences économiques et commerciales (ESSEC) en présentant sa thèse sur le sujet de L’intelligence économique et le sport.

### Service militaire
De 1987 à 1988, il effectue son service militaire à l’école interarmées des sports à Fontainebleau.

### Carrière sportive
Formé au Judo Club de Mortagne-sur-Sèvre en Vendée par sa mère Andrée Traineau, professeure de judo, il intègre directement l’Institut national du sport, de l'expertise et de la performance (INSEP) en 1984 à l’âge de 17 ans, puis l’équipe de France en 1987.
Il devient champion du Monde des – 95 kg en 1991 à Barcelone. Septuple champion d’Europe, avec quatre titres individuels et trois par équipe, il participe à quatre Jeux olympiques (Séoul 1988, Barcelone 1992, Atlanta 1996 et Sydney 2000). Il gagne une première médaille de bronze olympique aux Jeux olympiques d’Atlanta puis réitère cette performance en 2000 aux JO de Sydney. Il met fin à sa carrière d’athlète de haut niveau, longue de 14 années en équipe de France, après les JO de Sydney (2000).
Cinq ans après, en janvier 2006, à l’âge de 39 ans, il redevient Champion de France dans la catégorie des – 100 kg à Amiens. Il se qualifie pour le Tournoi international de la ville de Paris et se classe 7e (meilleur athlète français de sa catégorie).

### Carrière professionnelle
À l’arrêt de sa carrière, il intègre dès septembre 2000 l’encadrement des équipes des France de judo en tant qu’entraîneur national puis responsable de l’équipe de France masculine, avant de devenir directeur des Équipes de France de judo en 2003, un poste qu’il quitte à l’arrivée du nouveau président élu de la Fédération française de Judo et Disciplines Associés (FFJDA) fin 2005, Jean-Luc Rougé.
Après un passage à la Direction Départementale de Jeunesse et du Sport du Val-de-Marne (94), il intègre en janvier 2007 un réseau parisien de salles de fitness en tant que directeur général chargé du développement du groupe. Il augmente le nombre de salles de 5 à 10 clubs et quitte le groupe en juillet 2008 pour se consacrer au développement de sa propre structure, créée en 2002 avec son épouse Béatrice Traineau : l’agence de communication et de relations presse Carré final.
En 2009, il développe l’activité en créant Carré final Deutschland GmbH puis kimSport Academy en 2013 avec Delphine Cartier, une société de coaching et d'accompagnement par des experts.
En novembre 2017, Stéphane Traineau revient à la FFJDA en tant que directeur des équipes de France de judo où il met en place les structures pour faire émerger une nouvelle génération d’athlètes destinée à représenter la France aux JO de Paris 2024. Il quitte son poste à la suite de l’élection du nouveau président de la FFJDA en 2021.

## Engagements associatifs & citoyens
- Depuis 2022 : Membre de la commission pour la lutte contre les violences sexuelles et les discriminations du Comité National Olympique et Sportif Français.
- Depuis 2010 : Président du Club INSEP Alumni[14] (Institut National du Sport, de l’Expertise et de la Performance)
- Depuis 2016 : Membre-fondateur[15] et membre du conseil d'administration de l'association « Rénovons le sport français[16] » créé en 2016 (renovons-le-sport-francais.com)
- Membre de la commission des coachs à l'Union Européenne de Judo depuis 2018
- 2014 - 2017 : Maire adjoint aux Sports[17] de Villiers-sur-Marne
- 2008 : Membre de la commission « Sport amateur / Sport professionnel » du CNOSF
- 2011 : Membre de l’Assemblée du Sport dans la commission « Sport de Haut niveau » mise en place par le Ministère des Sports
- 1992 -1996 : Membre du Comité Directeur représentant les athlètes à la Fédération française de judo et disciplines associés

En 2012, Stéphane Traineau est candidat pour le poste de président de la FFJDA.

## Publications
- Stéphane Traineau (préf. David Douillet), Profession champion : conversations avec Gilles Van Kote, Hachette littératures, 2003, 250 p. (ISBN 978-2-01-238791-1, lire en ligne).

Au cinéma, il interprète le film documentaire Tatami (2003).  

## Palmarès
- Jeux olympiques d'été :
  - Sélectionné aux Jeux olympiques de 1988 de Séoul
  -  médaille de bronze aux Jeux olympiques de 1996 d'Atlanta,
  -  médaille de bronze aux Jeux olympiques de 2000 de Sydney ;
- Championnat du monde :
  - 5e place en 1989 à Belgrade,
  -  médaille d'or en 1991 à Barcelone,
  -  médaille de bronze en 1993 à Hamilton,
  -  médaille de bronze en 1995 à Chiba,
  - 5e place en 199 à Birmingham
- Championnat d'Europe (individuel) :
  -  médaille d'or en 1990 à Francfort,
  -  médaille d'or en 1992 à Paris,
  -  médaille d'or en 1993 à Athènes,
  -  médaille d'or en 1999 à Bratislava,
  -  médaille de bronze en 1986 à Leonding,
  -  médaille de bronze en 1991 à Prague,
  -  médaille de bronze en 1995 à Birmingham ;
- Championnat d'Europe (par équipe) :
  -  médaille d'or en 1988 à Visé,
  -  médaille d'or en 1992 à Leonding,
  -  médaille d'or en 1993 à Francfort,
  -  médaille d’argent en 1997 ;
- autres :
  -       Six titres de Champion de France,
  -     Quatre Grand Slam de Paris (1987, 1988, 1991, 1993)
  - grade : ceinture blanche-rouge 8e dan en 2020[19].

## Distinctions
- Chevalier de la Légion d'honneur ;
- Officier de l'ordre national du Mérite ;
- Médaille de la jeunesse, des sports et de l'engagement associatif, or ;
- Meilleur entraîneur masculin de l'année 2003 (titre décerné par l'Union européenne de judo).

## Postérité
Le complexe sportif de Mortagne-sur-Sèvre regroupant un dojo, une salle polyvalente, une salle de gymnastique, une salle de tennis, trois terrains de foot et une piste d'athlétisme a pris le nom de Complexe sportif Stéphane-Traineau en septembre 1994.
Stéphane Traineau a également donné son nom à différents dojos et rues en France, dont le dojo Stéphane Traineau (www.dojo-ornans.fr) à 25290 Ornans (Région Bourgogne-Franche-Comté) et la rue Stéphane Traineau à Luçon en Vendée (85400).